# Distrito de Kannauj
Kannauj (en hindi; कन्नौज जिला) es un distrito de India en el estado de Uttar Pradesh. Código ISO: IN.UP.KJ.
Comprende una superficie de 1 993 km².
El centro administrativo es la ciudad de Kannauj.

## Demografía
Según censo 2011 contaba con una población total de 1 658 005 habitantes.